# 新世界信息科技
新世界信息科技有限公司（除牌當時為0301.HK），前香港上市公司，創辦於1996年（當時是「新世界基建有限公司」），當時主要業務投資香港、中國基建項目。新世界發展(0017.HK)最大股東之一。
當時是1996年分拆在香港交易所主板上市。
2003年旗下基建業務出售予新創建集團(0659.HK)，把旗下科技業務注入，改名為「新世界信息科技」，但由於受到科網股爆破，加上股價未能反映，新世界發展終於把本公司私有化通過後，2006年2月21日在香港股市劃上句號。
現時深圳翔龍集團、頤信科技有限公司、新世界（中國）遠程教育、大連熵立得傳熱技術、江西世龍實業等為旗下子公司。

## 外部連結
- 私有化潮涌香港股市　概念炒翻市场寻宝热遍江湖